# Seventeen Seventy
Seventeen Seventy ist ein Dorf im australischen Bundesstaat Queensland, das 120 km von Bundaberg und 494 km von Brisbane entfernt ist. 

## Beschreibung
Der Ort liegt an einer Stelle, an der James Cook mit seiner Mannschaft der HMS Endeavour anlandete. Am 29. April 1770 landete er an der Botany Bay und zum zweiten Mal am 24. Mai 1770 in Queensland auf dem australischen Kontinent. Die Landungsstelle liegt heute an dem kleinen Jachthafen und ist mit einem Erinnerungsmal gekennzeichnet. Ursprünglich hieß der Ort Round Hill, der anlässlich der 200-Jahr-Feier dieses Ereignisses in 1770 geändert wurde. 1770 liegt auf einer Halbinsel an der Bustard Bay im Korallenmeer.
Heute ist das Dorf ein Touristenziel mit Unterkunftsmöglichkeiten, einem Restaurant, Einkaufsladen und kleiner Marina. Im Dorf leben nur wenige Einwohner auf Dauer. Wichtigster Wirtschaftszweig ist der Tourismus. Es gibt Angebote für Wassersport und Wanderungen, für Tagesausflüge mit dem Flugzeug oder Schiff zum Great Barrier Reef und weiteren Naturschönheiten wie Inseln, Riffe, Bachläufen und einen Leuchtturm. In der Nähe des Dorfes befinden sich der Deepwater-Nationalpark, der Eurimbula-Nationalpark, der Mount-Colosseum-Nationalpark und die Round Hill Nature Reserve.

## Name
Obwohl sich der Ort, unter Bezug auf die Ankunft von James Cook in Australien, den Namen 1770 gegeben hat, lautet die offizielle Schreibweise Seventeen Seventy. Der Grund dafür liegt in den strikten „place naming guidelines“ des Bundesstaates, die vorsehen, dass Zahlen auszuschreiben sind. Es gibt jedoch an Orten sowohl in Australien als auch in Übersee Straßennamen, die mit 1770 Queensland beginnen.